# Krypno
Krypno è un comune rurale polacco del distretto di Mońki, nel voivodato della Podlachia.
Ricopre una superficie di 112,69 km² e nel 2004 contava 4 170 abitanti.